# دار عرض رقمية

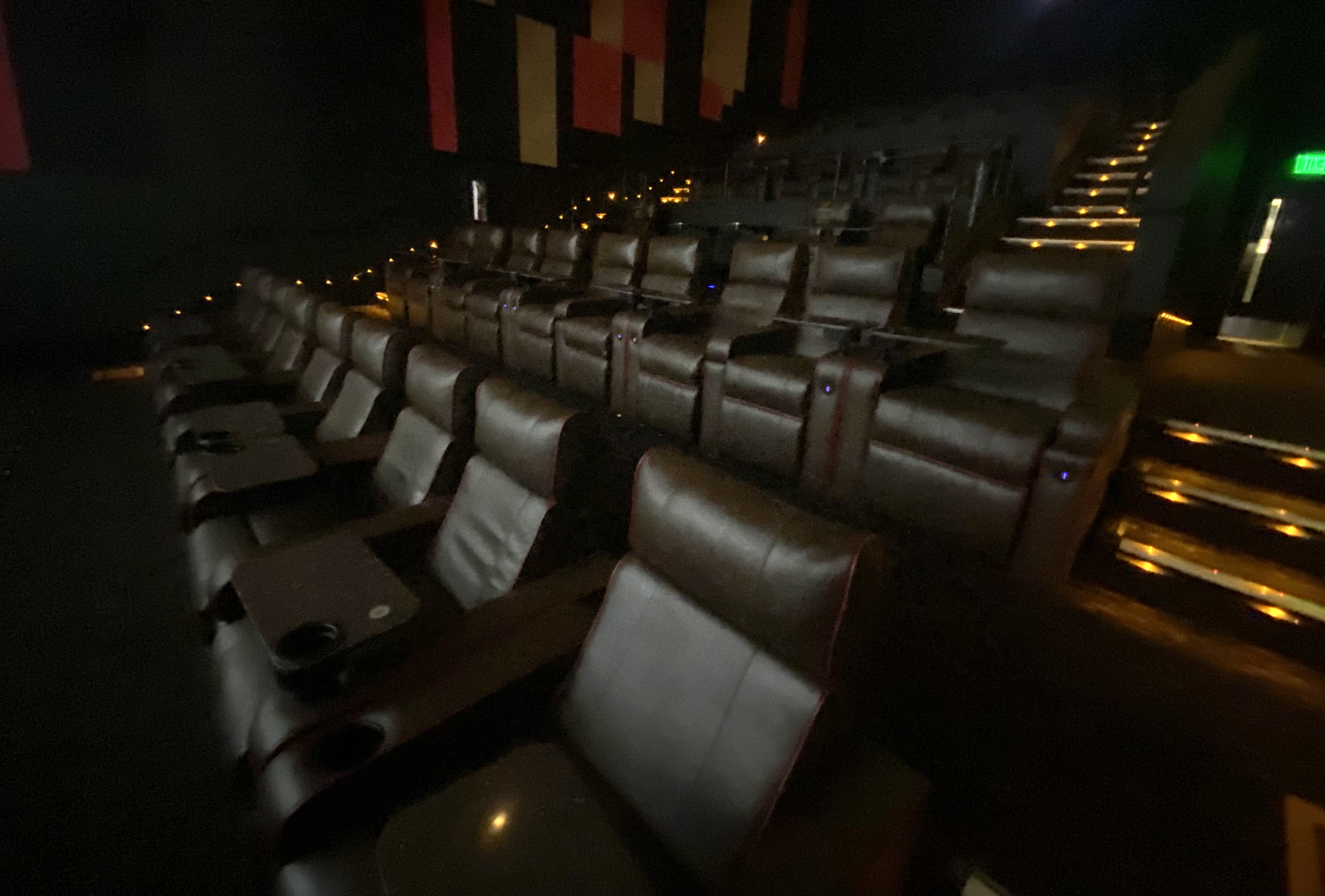
صورة للمقاعد في دار عرض رقمية.

دار العرض الرقمية هي منظومة تقنية تعتمد على الوسائط الرقمية في توزيع الأفلام المتحركة أو عرضها، بديلاً عن الأسلوب التقليدي الذي كان يقوم على استخدام بكرات الأفلام الدارعرضية، مثل أفلام مقاس 35 ملم. في النمط التقليدي، كان يلزم شحن بكرات الأفلام إلى دور العرض، في حين تتيح التقنية الرقمية إيصال الأفلام بوسائل متعددة، مثل النقل عبر الشبكة العنكبوتية، أو من خلال وصلات فضائية مخصصة، أو بإرسال وسائط تخزين مادية كالأقراص الصلبة أو الأقراص البصرية من نوع "بلو-راي". عند وصول المحتوى، يُعرض باستخدام جهاز عرض مرئيات رقمي بدلاً من جهاز عرض الأفلام التقليدي.
عادةً ما تُصوَّر الأفلام الرقمية باستخدام كاميرات أفلام رقمية. في حالة الرسوم المتحركة، تُنقل من ملف، ثم تُعالَج باستخدام نظام التحرير غير الخطي. غالبًا ما يكون نظام التحرير غير الخطي برنامجًا لتحرير المرئيات مُثبّتًا على حاسوب واحد أو عدة حواسيب متصلة بالشبكة العنكبوتية، مما يتيح لها الوصول إلى اللقطات الأصلية من خادم منفصل، أو المشاركة والوصول إلى الموارد الحاسوبية اللازمة لعرض المرئيات النهائي. كما يُمكّن هذا النظام عدة محررين من العمل على الجدول الزمني أو المشروع نفسه في الوقت ذاته، بما يحقق التكامل والكفاءة في الإنتاج الدارعرضي الرقمي.
يمكن أن يكون الفيلم الرقمي أيضا عبارة عن شريط فيلم تقليدي تم تحويله إلى صيغة رقمية باستخدام ماسح ضوئي خاص بأفلام الحركة ثم تمت معالجته وترميمه. كما يمكن أن يُسجَّل الفيلم الرقمي مرة أخرى على شريط فيلم تقليدي بواسطة مسجل أفلام، ليُعرض بعد ذلك باستخدام جهاز عرض أفلام تقليدي.
تتميّز دور العرض الرقمية عن البثّ المتلفز عالي الدقة في أنّها لا تلتزم بالضرورة بالمعايير التقليدية للتلفاز أو للمرئيات عالية الدقة، سواء في نسب الأبعاد أو معدلات الاطر. في هذا النمط من العرض، تُقاس جودة الصورة بعدد العناصير على المحور الأفقي، وغالبًا ما تكون بدقة الألفين عنصورة (2048×1080) أو بدقة الأربعة آلاف عنصورة (4096×2160).
مع التحسّن التقني المستمر في دور العرض الرقمية في أوائل العقد الثاني من القرن الحادي والعشرين، تحوّلت معظم دور العرض في العالم إلى الإسقاط الرقمي للمرئيات. واصلت هذه التقنية تطورها على مر السنين، لتشمل الأنظمة ثلاثية الأبعاد، ودور العرض الممتدة، والتجربة الحركية الرباعية الأبعاد، والشاشات متعددة الاتجاهات، مما أتاح لمرتادي دور العرض لمشاهدة الأفلام تجارب مشاهدة أكثر اندماجًا وتفاعلية.

## التطور عبر التاريخي
سبق انتقال دور العرض من الشرائط إلى المرئيات الرقمية انتقالها من الصوت التماثلي إلى الصوت الرقمي، مع صدور معيار دولبي لضغط الصوت الرقمي عام 1991.يستند هذا المعيار أساسًا إلى تحويل جيب التمام المتقطع المعدّل، وهي خوارزمية ضغط صوتية فاقدة للبيانات. يعدّ هذا التحويل تعديلًا لخوارزمية تحويل جيب التمام المتقطع، التي اقترحها المهندس الهندي ناصر أحمد عام 1972 وكانت مخصصة في الأصل لضغط الصور. تم تكييف تحويل جيب التمام المتقطع إلى شكله المعدّل على يد ج.ب. برينسن، وأ.و. جونسون، وآلان ب. برادلي في جامعة سري عام 1987، ثم قامت مختبرات دولبي بتكييف هذه الخوارزمية مع مبادئ الترميز الإدراكي لتلبية احتياجات دور العرض. غالبًا ما كانت دور العرض في التسعينيات تجمع بين الصور الضوكيماوية التماثلية والصوت الرقمي.
يمتد تاريخ تشغيل الوسائط الرقمية لملفات عالية الدقة بضيغة الألفي عنصورة (2048×1080) لأكثر من عشرين عامًا. كانت وحدات تخزين بيانات المرئيات المبكرة تغذّي الأنظمة المصفوفية الفائضة مستقلة الأقراص ذات السعات الكبيرة. في وحدات المرئيات الرقمية المبكرة، كان المحتوى عادةً محدودًا بعدة دقائق فقط، كما كان نقل المحتوى بين المواقع البعيدة بطيئًا ويقتصر على سعات محدودة. لم يكن بالإمكان إرسال الأشرطة الطويلة عبر الشبكة العنكبوتية إلا في أواخر التسعينيات.

### النشأة

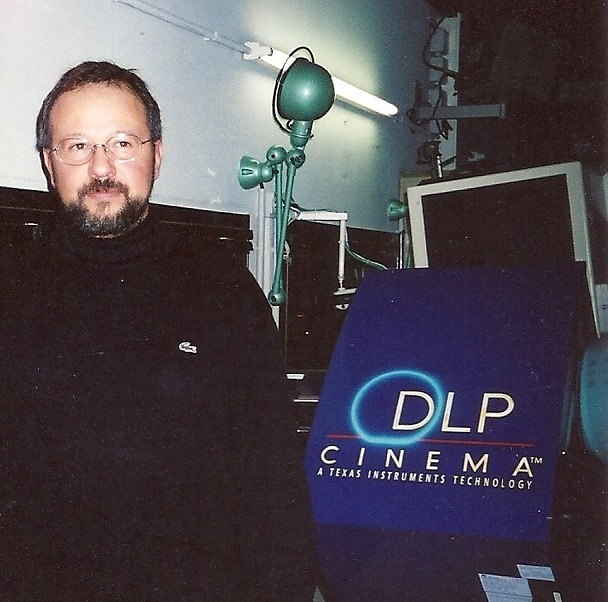
صورة لنموذج أولي لمِسقاط دارعرضي بمعالجة الضوء الرقمي، عام 2000 من تطوير شركة تكساس إنسترومنتس.

في الولايات المتحدة، في تاريخ 18 من شهر يونيو عام 1999، تم عرض تقنية المسقاط الدارعرضي بمعالجة الضوء الرقمي لشركة تكساس إنسترومنتس علنًا على شاشتين في لوس أنجلوس ونيويورك. أما في أوروبا، في تاريخ 2 من شهر فبراير عام 2000، قدّم فيليب بينان عرضًا علنيًا لتقنية المسقاط الدارعرضي بمعالجة الضوء الرقمي لشركة تكساس إنسترومنتس على شاشة واحدة في العاصمة الفرنسية باريس.
من عام 1997 حتى عام 2000 جرى تطوير معيار ضغط الصور المجموعة المشتركة لخبراء الصور 2000 (الاختصار: ممخص 2000) على يد لجنة منبثقة عن المجموعة المشتركة لخبراء الصور (ممخص) برئاسة تورادج إبراهيمي، الذي أصبح لاحقًا رئيسًا للمجموعة. على خلاف معيار ممخص الأصلي الذي وُضع عام 1992، والمبني على التحويل الجيبي المنفصل ويُعد صيغة الضغط الفقدي للصور الرقمية الثابتة، يقوم معيار ممخص 2000 على تحويل المويجات المنفصل، وهو أسلوب ضغط يمكن تكييفه مع ضغط المرئيات من خلال الامتداد المعروف بممخص 2000. جرى اعتماد تقنية ممخص 2000 لاحقًا كمعيار لترميز المئيات في دور العرض الرقمية عام 2004.